# Schloss Martinsbrunn

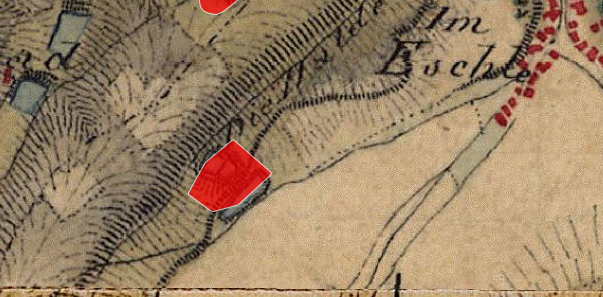
Lageplan von Schloss Martinsbrunn auf dem Urkataster von Bayern

Das abgegangene Schloss Martinsbrunn lag etwa 850 m südwestlich der Pfarrkirche Mariä Verkündigung in Leeder, einem Gemeindeteil der Gemeinde Fuchstal im Landkreis Landsberg am Lech in Oberbayern. Die Anlage wird als Bodendenkmal unter der Aktennummer D-1-8030-0006 als „abgegangenes Schloss der frühen Neuzeit (‚Lustschloss Martinsbrunn‘)“ geführt.

## Geschichte
Das Schloss wird 1552 erwähnt. Nach der Säkularisation verfiel das Schloss und wurde auf Abbruch versteigert.